# Ontdekkingsdoctrine

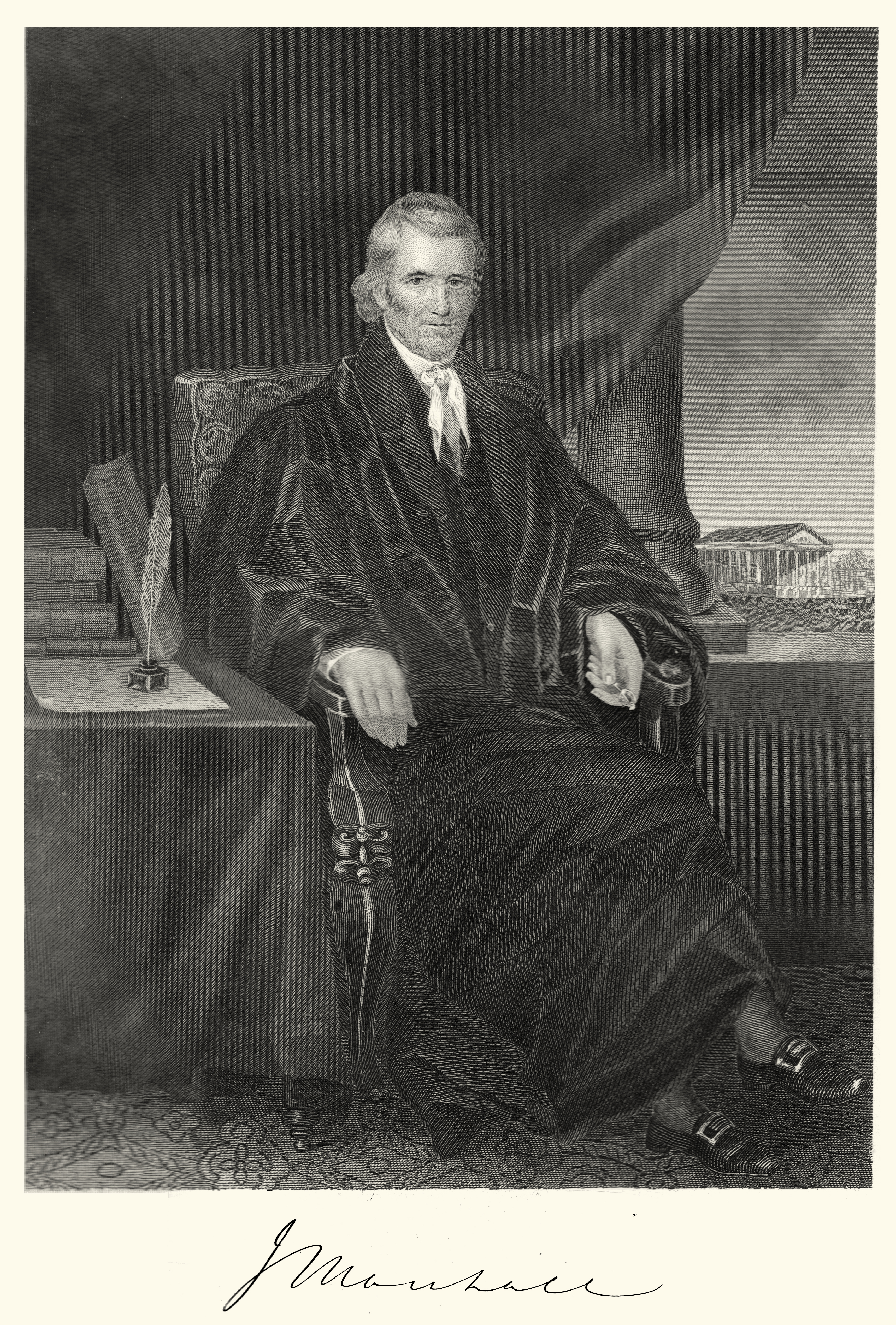
Opperrechter John Marshall, geestelijke vader van de ontdekkingsdoctrine.

De ontdekkingsdoctrine (Engels: discovery doctrine of doctrine of discovery) is een rechtsfiguur uit het internationaal recht die bepaalt dat de titel over een nieuw ontdekt gebied toekomt aan de staat wiens onderdanen het ontdekte gebied hebben bereisd en bezet en niet aan de inheemse inwoners van dat gebied. Deze doctrine werd ontwikkeld door het Hooggerechtshof van de Verenigde Staten, in het bijzonder in het arrest Johnson t. M'Intosh uit 1823.

## Grondslag in de zaakJohnson t. M'Intosh
De doctrine is voornamelijk aangehaald als argument om de eigendomsrechten van inheemse volkeren op de gronden waarop zij leven ongeldig te verklaren of naast zich neer te leggen, ten gunste van de koloniale of postkoloniale overheden, zoals bijvoorbeeld gebeurde in de zaak Johnson t. M'Intosh. Van zodra een koloniale (bijvoorbeeld Verenigd Koninkrijk) of postkoloniale overheid (bijvoorbeeld de Verenigde Staten) een behaald nieuw ontdekt gebied bezet, zo oordeelde het Hooggerechtshof, bezitten de inheemse stammen immers niet langer volledig soevereiniteit en verliezen ze hun eigendomsrechten op het gebied. Vanaf de ontdekking hebben de inheemse bevolkingen enkel nog het recht van bewoning, maar niet langer het eigendomsrecht. Bovendien, zo luidt nog de doctrine, kan enkel de ontdekkende natie of zijn staatkundige rechtsopvolger het land van inheemse volkeren in bezit nemen of aankopen. Particulieren kunnen dit niet, aldus het Hof in Johnson t. M'Intosh. Als grondslag voor deze argumentatie baseerde de Amerikaanse opperrechter John Marshall zich op het historisch precedent dat tijdens het tijdperk van de grote ontdekkingen de koloniale mogendheden stukken grond claimden die toebehoorden aan inheemse soevereine naties. 
Deze rechtspraak werd later bevestigd en gespecificeerd in de zaak Verenigde Staten t. Cook uit 1873.

## Andere toepassingen
Later zou het Amerikaanse Hooggerechtshof de ontdekkingsdoctrine ook in andere kwesties aanhalen. Zo oordeelde het Hof in de zaak Cherokee-natie t. Georgia in 1831 dat de inheemse stammen geen onafhankelijke staten zijn maar binnenlandse afhankelijke naties. Later baseerde het Hof zich op deze doctrine toen het in de zaken Oliphant t. Suquamish Indian Tribe (1978) en Duro t. Reina (1990) besloot om inheemse stammen te verbieden niet-indianen strafrechtelijk te vervolgen dan wel indianen strafrechtelijk te vervolgen als die niet tot de eigen inheemse stam behoren.
In 2005 haalde het Hooggerechtshof de ontdekkingsdoctrine nogmaals aan in de zaak City of Sherrill, New York t. Oneida-natie, waarin het hof de ontdekkingsdoctrine definieerde als de doctrine waarbij het eigendomsrecht over gronden waarop inheemse volkeren wonen overgaat naar de ontdekkende natie, zijnde eerst naar de ontdekkende Europese natie en later, na de onafhankelijkheid, naar de Verenigde Staten.

## Kritiek
Doorheen de tijd is de ontdekkingsdoctrine meer en meer onder vuur komen te liggen bij rechtsgeleerden. De principes van de ontdekkingsdoctrine zijn later immers beschouwd als sociaal onrechtvaardig, racistisch en in strijd met de mensenrechten en de rechten van inheemse volkeren.
Sinds 2007 zijn de rechten van inheemse volkeren op de gebieden waarin ze wonen vastgelegd in de Verklaring over de Rechten van Inheemse Volkeren, die echter niet door de Verenigde Staten werd goedgekeurd.